# Callixena saalmuelleri
Callixena saalmuelleri là một loài bướm đêm trong họ Noctuidae.